# جمرة
الجمرة (بالإنجليزية: Carbuncle)‏ هي مجموعة من الدمامل الناتجة عن العدوى البكتيرية وهي الأكثر شيوعًا مع المكورات العنقودية الذهبية أو المكورات المقيحة، يُعد وجود الجمرة هو علامة على أن الجهاز المناعي نشط ويحارب العدوى، وتكون العدوى معدية وقد تنتشر إلى مناطق أخرى من الجسم أو أشخاص آخرين، لذلك فإن الذين يعيشون في نفس السكن قد يصابون بالدمامل في نفس الوقت، في أوائل القرن الحادي والعشرين أصبحت العدوى التي تصيب المكورات العنقودية الذهبية المقاومة للميثيسيلين أكثر شيوعًا.

## العلامات والأعراض
الجمرة هي مجموعة من الدمامل المتعددة والتي تمتلئ عادةً بنضحة صديدية (العدلات الميتة، والبكتيريا الملقنة بالبلعوم، وغيرها من المكونات الخلوية)، قد تنزح السوائل بحرية من الجمرة أو قد يتطلب الأمر تدخلًا يشمل إجراء شق ونزح، قد تتطور الجمرات في أي مكان لكنها أكثر شيوعًا في الظهر ومؤخر العنق.
تكون الجمرة محسوسة ويمكن أن يتراوح حجمها بين حجم حبة البازلاء أو حجم كرة الغولف، ويكون السطح أحمر يشبه الفحم الأحمر الساخن والمنطقة المحيطة بها جاسية، وبعد فترة يخف الجلد الموجود في مركز الجمرة ويظهر حويصلات محيطة تابعة مما يؤدي إلى تمزق القيح الناتج وظهور شكل مصفوي، ومع تطور العدوى الوشيكة قد تحدث الحكة وقد يكون هناك حمامي وتهيج في الجلد وقد تكون المنطقة مؤلمة عند لمسها، وفي بعض الأحيان قد تحدث أعراض أكثر حدة مثل التعب والحمى والقشعريرة والتوعك العام حيث يحارب الجسم العدوى.

## المجتمع والثقافة

### علم أصول الكلمات
ويعتقد أن الكلمة نشأت من اللاتينية: carbunculus وهي في الأصل تعني الفحم الصغير قطعة ضئيلة من الكربون أو الكربوهيدرات : فحم أو جمر، ولكن أيضًا حجر من العقيق «الأحجار الكريمة ذات اللون الأحمر أو الناري» وعادة ما تكون من الجرانيت.

### مجازًا: «الجمرة الوحشية»
في عام 1984 وصف تشارلز أمير ويلز امتداد سينزبيري وينج المقترح للمعرض الوطني في لندن بأنه «جميرة رهيبة على وجه صديق محبوب وأنيق» وهو مصطلح استخدمه منذ ذلك الحين لوصف القطع الأخرى من العمارة.